# ریچارد کی. دیویس
ریچارد کی. دیویس، (به انگلیسی: Richard K. Davis) (زاده ۱۹۶۲) کارآفرین، بانکدار و مدیر ارشد اجرایی آمریکایی است، که اکنون به‌عنوان مدیر عامل اجرایی و رییس هیئت مدیره بانک یو.اس. بانکورپ فعالیت می‌کند.